# Palazzo Biliotti
Palazzo Biliotti è un edificio storico del centro di Firenze, situato via Maggio 30, angolo via dei Michelozzi 1r-9r. Il palazzo appare nell'elenco redatto nel 1901 dalla Direzione Generale delle Antichità e Belle Arti, quale edificio monumentale da considerare patrimonio artistico nazionale.

## Storia e descrizione
L'edificio determina il canto con via de' Michelozzi, noto come canto de' Biliotti, potente famiglia fiorentina detta Biliotti d'Oltrarno o della Ferza, in ragione dell'iscrizione a questo gonfalone, che nella prima metà del Quattrocento aveva il possesso di tutti gli edifici di questo quadrivio. Il palazzo, il principale tra queste proprietà, ha presumibilmente origine nel tardo Trecento (o agli inizi del secolo successivo) e, sul fronte principale che guarda via Maggio, si caratterizza per il bugnato rustico (ampiamente integrato con finte pietre modellate in malta di calce) che segna il piano terreno fino all'altezza del ricorso in pietra sul quale sono allineate le finestre del primo piano. Conci a raggiera incorniciano anche il portone, mentre altre pietre segnano la cantonata con via de' Michelozzi fino al primo piano compreso. Le restanti superfici sono intonacate e mostrano cinque assi di finestre ad arco, oggi parzialmente tamponate a favore di aperture rettangolari, definite da un bugnato di modesto rilievo al primo piano, affatto liscio al secondo. Il terzo e ultimo piano è da considerare come soprelevazione decisamente tarda, come tarde sono le aperture del mezzanino tra piano terreno e primo piano. Su via de' Michelozzi è il caratteristico aggetto su mensoloni. 
Al piano terreno, su ambedue i fronti, sono aperture recenti che accedono a spazi ora adibiti ad attività commerciali. Le trasformazioni che hanno interessato nel tempo la struttura hanno resa incerta la letteratura nell'indicazione del periodo che maggiormente avrebbe influito nel caratterizzare la fabbrica, oscillando tra Trecento, fine Quattrocento e Cinquecento, in quest'ultimo caso con specifico riferimento ai piani superiori. Nell'Illustratore fiorentino per l'anno 1908 si segnala la presenza dello stemma della famiglia Biliotti sulla cantonata (troncato d'argento e di rosso, alla volpe passante del secondo nel primo), di cui oggi si conserva solo il moncone della pietra che vincolava lo scudo alla fabbrica.

## Bibliografia

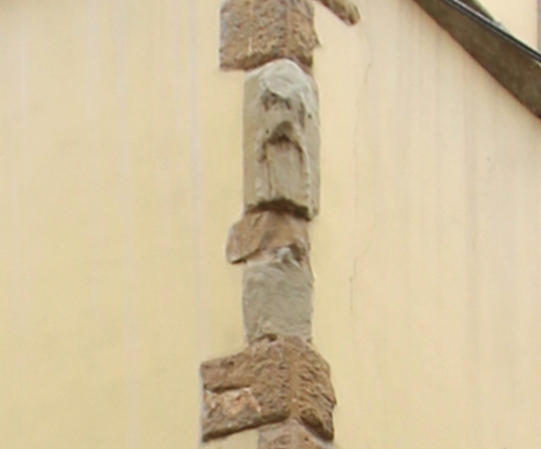
Attacco dello stemma oggi scomparso